# Limanda proboscidea
Espèce
Limanda proboscidea est une espèce de poissons appartenant à la famille des Pleuronectidae